# 兰旗卡伦乡
兰旗卡伦乡，是中华人民共和国河北省承德市围场满族蒙古族自治县下辖的一个乡。

## 行政区划
兰旗卡伦乡下辖以下地区：
烧锅村、锦善堂村、潘家店村、望道石村、下新房村、冯家店村、狍子沟村、北泉沟村、砖瓦窑村、二把伙村、新丰村、步家店村和常青村。